# Dywizja Strzelców Spadochronowych Erdmann
Dywizja Strzelców Spadochronowych Erdmann (niem. Fallschirm-Jäger-Division Erdmann) – niemiecka dywizja strzelców spadochronowych z okresu II wojny światowej. Dowódcą dywizji był generalleutnant Wolfgang Erdmann.

## Historia
Dywizję Spadochronową Erdmann stworzono w Holandii w sierpniu 1944 roku z luźnych oddziałów szkoleniowych oraz obwodów innych jednostek. W październiku 1944 roku przemianowana na 7. Dywizję Strzelców Spadochronowych.

## Skład
- Fallschirm-Jäger-Regiment Menzel
- Fallschirm-Jäger-Regiment  Grossmehl
- Fallschirm-Jäger-Regiment  Laytved-Hardegg
- Fallschirm-Jäger-Ersatz- und Ausbildungs-Regiment Greeve
- Fallschirm-Jäger-Regiment Hübner
- Bataillon Schäfer
- Bataillon Schluckebier
- Fallschirm-Panzer-Jäger-Abteilung Grunwald